# Şərəfə
Şərəfə è un comune dell'Azerbaigian situato nel distretto di Masallı. Conta una popolazione di 2 154 abitanti.